# Максвелл (Айова)
Максвелл (англ. Maxwell) — місто (англ. city) в США, в окрузі Сторі штату Айова. Населення — 859 осіб (2020).

## Географія
Максвелл розташований за координатами 41°53′29″ пн. ш. 93°23′46″ зх. д. / 41.89139° пн. ш. 93.39611° зх. д. (41.891384, -93.395988).  За даними Бюро перепису населення США в 2010 році місто мало площу 2,87 км², уся площа — суходіл.

## Демографія
Згідно з переписом 2010 року, у місті мешкало 920 осіб у 349 домогосподарствах у складі 242 родин. Густота населення становила 321 особа/км².  Було 365 помешкань (127/км²).
Расовий склад населення:
| - 98,6 % — білих - 0,4 % — азіатів - 0,3 % — чорних або афроамериканців - 0,2 % — корінних американців |

До двох чи більше рас належало 0,4 %. Частка іспаномовних становила 0,4 % від усіх жителів.
За віковим діапазоном населення розподілялося таким чином: 28,5 % — особи молодші 18 років, 59,4 % — особи у віці 18—64 років, 12,1 % — особи у віці 65 років та старші. Медіана віку мешканця становила 35,4 року. На 100 осіб жіночої статі у місті припадало 103,5 чоловіків;  на 100 жінок у віці від 18 років та старших — 97,6 чоловіків також старших 18 років.
Середній дохід на одне домашнє господарство  становив 71 091 долар США (медіана — 65 625), а середній дохід на одну сім'ю — 79 820 доларів (медіана — 75 469). Медіана доходів становила 42 250 доларів для чоловіків та 42 143 долари для жінок. За межею бідності перебувало 2,5 % осіб, у тому числі 1,7 % дітей у віці до 18 років та 1,8 % осіб у віці 65 років та старших.
Цивільне працевлаштоване населення становило 514 особи. Основні галузі зайнятості: освіта, охорона здоров'я та соціальна допомога — 20,6 %, роздрібна торгівля — 12,5 %, виробництво — 11,9 %.